# Pastor Maldonado
Pastor Rafael Maldonado Motta (phát âm tiếng Tây Ban Nha: [pasˈtoɾ maldoˈnaðo]; sinh ngày 9 tháng 3 năm 1985) là một tay đua chuyên nghiệp người Venezuela. Anh từng thi đấu trong Công thức 1 với đội đua Williams từ năm 2011 đến năm 2013 và Lotus F1 Team từ năm 2014 đến năm 2015. Đồng thời, anh cũng đã là tay đua thử nghiệm cho hãng lốp xe Pirelli của Ý đến năm 2017. Trước khi tham gia Công thức 1, anh đã giành chức vô địch ở giải đua GP2 Series vào năm 2010. Anh trở thành tay đua công thức 1 người Venezuela đầu tiên giành được chiến thắng trong Công thức 1 khi giành chiến thắng tại giải đua ô tô Công thức 1 Tây Ban Nha 2012 cho Williams từ vị trí pole đầu tiên và duy nhất của mình.

## Sự nghiệp

### Sự nghiệp tiền Công thức 1 (đến năm 2010)
Trước khi tham gia Công thức 1, anh đã giành chức vô địch giải đua GP2 Series vào năm 2010.
Vào cuối mùa giải 2010, Maldonado được liên kết với đội Williams cho năm 2011, thay thế đồng đội cũ GP2 Nico Hülkenberg. Anh đã tham gia sự kiện tay đua trẻ cuối mùa tại trường đua Yas Marina ở Abu Dhabi cho Williams và Hispania Racing. Vào ngày 15 tháng 11, Williams xác nhận rằng Hülkenberg đã bị loại khỏi đội vào năm 2011 của đội và Maldonado đã được công bố hợp lệ là người thay thế Hülkenberg vào ngày 1 tháng 12. Ngoài thành tích đang đạt được, Maldonado còn nhận được sự tài trợ từ chính phủ Venezuela thông qua công ty dầu khí nhà nước PDVSA.

### Công thức 1 (2011-2015)

#### Williams (2011-2013)

##### 2011: Mùa giải đầu tiên trong công thức 1
Trong mùa giải này, Maldonado đua cùng với tay đua lão luyện người Brasil Rubens Barrichello. Anh đã bỏ cuộc trong chặng đua đầu tiên của mình, giải đua ô tô Công thức 1 Úc, do sự cố đường truyền. Tại giải đua ô tô Công thức 1 Malaysia, anh đã không thể vượt qua vòng phân hạng thứ 2 (Q2) và một lần nữa phải bỏ cuộc. Anh đã hoàn thành một cuộc đua lần đầu tiên trong sự nghiệp ở Trung Quốc sau khi về đích ở vị trí thứ 18. Tại giải đua ô tô Công thức 1 Tây Ban Nha, anh lọt vào vòng phân hạng thứ 3 (Q3) lần đầu tiên khi về đích ở vị trí thứ 9.
Anh lại tiếp tục lọt vào vòng phân hạng thứ 3 tại Monaco nhưng lần này ở vị trí thứ 8. Trong cuộc đua, anh đang đứng thứ 6 với năm vòng đua còn lạI nhưng va chạm với Lewis Hamilton khiến anh phải bỏ cuộc. Sau đó, anh tiếp tục thể hiện tốc độ ấn tượng trong vòng phân hạng nhưng tốc độ kém trong cuộc đua tại Anh, Đức và Hungary, bao gồm cả một hình phạt vì chạy quá tốc độ trong đường pit. Tại giải đua ô tô Công thức 1 Bỉ ở Spa ở vòng phân hạng, Maldonado va chạm với Lewis Hamilton. Anh đã nhận án phạt năm bậc vì hành động đó. Nhưng trong cuộc đua đó, anh đã ghi được điểm đầu tiên trong sự nghiệp Công thức 1 khi về đích ở vị trí thứ 10. Tại các chặng đua còn lại trong mùa giải, Maldonado đã không ghi thêm đựoc điểm nào và anh cũng không lọt được vào vòng phân hạng thứ 3 (Q3).
Mặc dù anh có một mùa giải tệ hại, anh được Williams giữ lại cho mùa giải 2012.

##### 2012: Chiến thắng đầu tiên trong sự nghiệp công thức 1

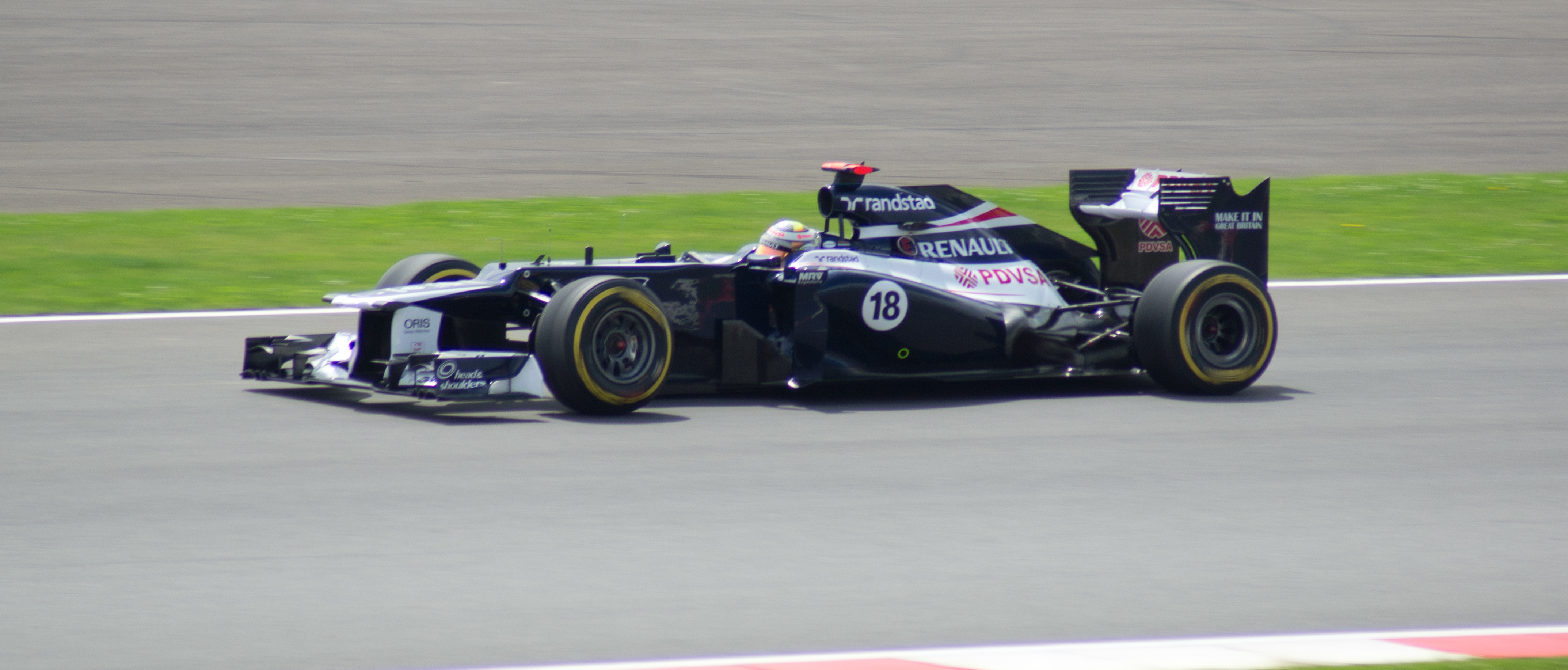
Pastor Maldonado tại giải đua ô tô Công thức 1 Anh 2012

Vào mùa giải năm 2012, Maldonado tiếp tục đua cho đội Williams nhưng đồng đội của anh là Bruno Senna thay vì Rubens Barrichello. Đó cũng chính là mùa thứ hai của anh cho Williams. Petróleos de Venezuela cũng gia hạn hợp đồng tài trợ với Williams.
Trong giai đoạn cuối cùng của cuộc đua đầu tiên ở Úc, anh đang ở vị trí thứ 6, tuy nhiên, ở vòng cuối cùng, anh đã lao vào hàng rào sau một lỗi lái xe nhưng vẫn được xếp ở vị trí thứ 13 do hoàn thành 90% của cuộc đua. Tại giải đua ô tô Công thức 1 Trung Quốc, anh đã ghi điểm đầu tiên trong mùa giải sau khi cán đích vị trí thứ 8. Tại chặng đua mở màn châu Âu ở Tây Ban Nha, Maldonado đã lập vòng đua nhanh thứ hai sau Hamilton ở vòng vòng phân hạng. Tuy nhiên, Maldonado đã giành được vị trí đầu tiên vì Hamilton bị xóa khỏi bảng xếp hạng vòng phân hạng do vi phạm các quy định. Đó cũng chính là vị trí pole đầu tiên của anh trong sự nghiệp Công thức 1. Anh cũng là người Venezuela đầu tiên đạt được vị trí pole. Trong cuộc đua, sau khi để mất vị trí đầu tiên vào tay Fernando Alonso ở giai đoạn đầu, anh đã giành lại vị trí dẫn đầu cuộc đua sau khi cầm chân Alonso cho đến hết. Anh đã giành được chiến thắng đầu tiên của mình trong chặng đua thứ 24 của mình. Do đó, Maldonado đã trở thành người chiến thắng trong Công thức 1 đầu tiên của Venezuela.
Anh đứng thứ 15 trong giải vô địch với 45 điểm, hạng thấp nhất của một tay đua giành chiến thắng một cuộc đua trong một mùa giải Công thức 1. Maldonado cũng đã nhận 14 hình phạt trong suốt mùa giải, nhiều hơn Sergio Pérez và Michael Schumacher 5 lần. Số lần phạt của Maldonado cho cả lỗi lái xe và thay đổi các bộ phận khác nhau và động cơ tổng cộng là 38, trung bình 1,8 mỗi cuộc đua.

##### 2013

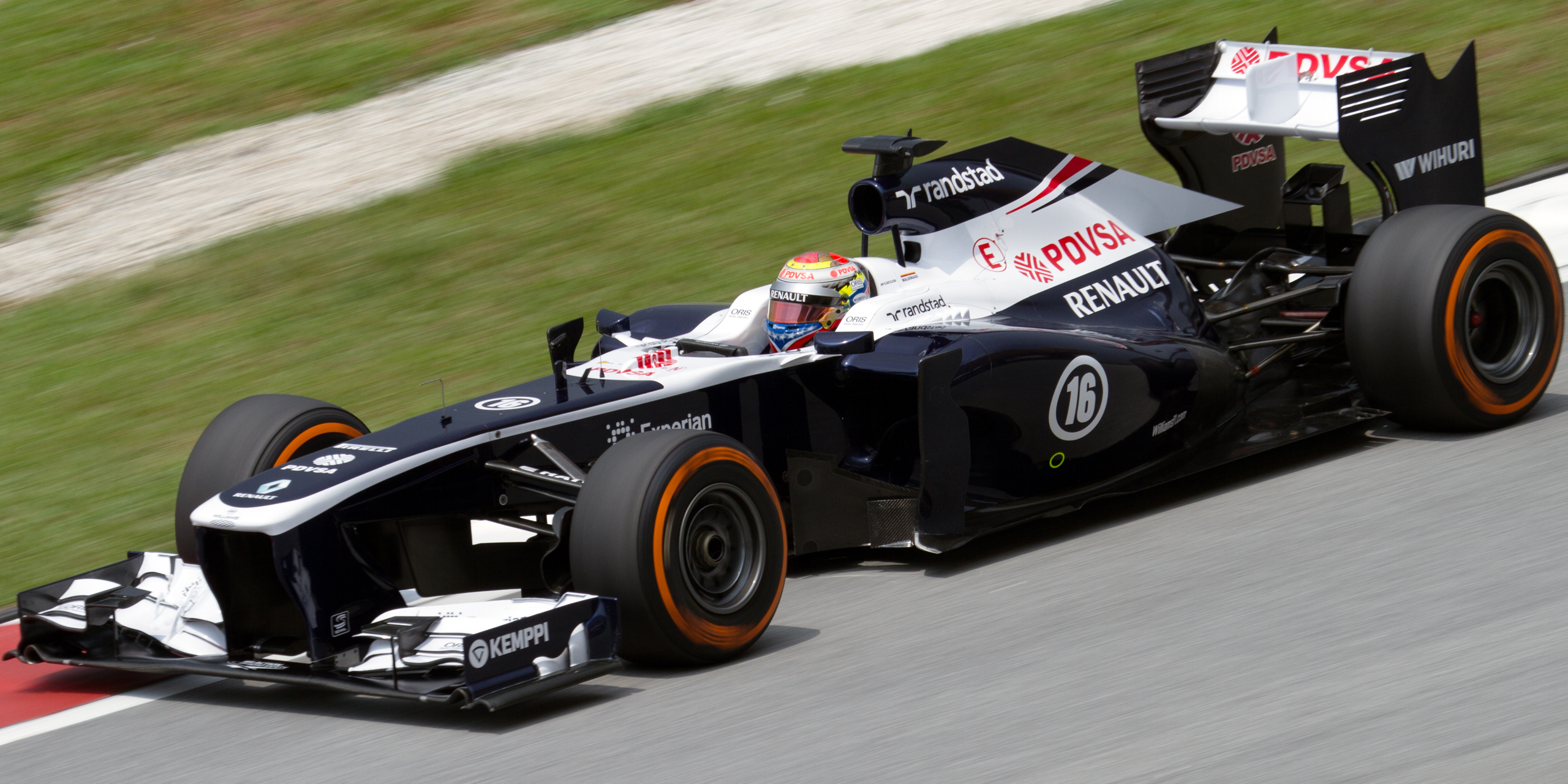
Pastor Maldonado tại giải đua ô tô Công thức 1 Malaysia 2013

Vào ngày 28 tháng 11 năm 2012, Maldonado đã được thông báo rằng Williams giữ laị anh cho mùa giải 2013. Vào mùa giải này, đồng đội của anh là tân binh người Phần Lan Valtteri Bottas. Vào đầu mùa giải, Maldonado nhận xét rằng khung gầm của chiếc xe FW35 mới là một bước lùi so với vị trí của đội vào năm 2011. Anh đã không thể vượt qua vòng phân hạng thứ 1 tại chặng đua đầu tiên ở Úc và vượt qua vòng phân hạng ở vị trí thứ 17, kém Bottas một bậc. Trong cuộc đua, Maldonado đã phải bỏ cuộc sau 24 vòng. Tại chặng đua tiếp theo ở Malaysia, Maldonado đã lọt được vào vòng phân hạng thứ 2 nhưng trời mưa khiến anh không thể lập thời gian và bắt đầu cuộc đua ở vị trí thứ 16. Anh ấy đang chạy ở vị trí thứ 15 trong giai đoạn cuối của cuộc đua khi anh ấy phải bỏ cuộc một lần nữa - lần thứ ba liên tiếp của anh ở Malaysia do KERS bị hỏng. Tại chặng đua ở Monaco, Maldonado và Max Chilton đã va chạm khi Maldonado vượt qua Chilton, người đã nói rằng anh ta không nhìn thấy chiếc xe Williams bên cạnh anh ta đi vào góc cua - và điều này dẫn đến lá cờ đỏ do hàng rào bị lệch trong vụ việc. Thế nhưng, Maldonado không bị thương trong vụ va chạm. Trong tuần sau đó, người ta thông báo rằng Maldonado sẽ không ở lại với đội Williams vào năm 2014. Thêm vào đó, anh đã cáo buộc đội của mình phá hoại mình tại chặng đua ở Hoa Kỳ.
Trong mùa giải này, anh đã kết thúc với vị trí thứ 18 với 1 điểm, kém hơn Bottas.

##### 2014
Maldonado chuyển sang từ đội đua Williams đến Lotus F1 Team và đồng đội mới của anh là tay đua người Pháp-Thụy Sĩ Romain Grosjean.
Tại chặng đua ở Bahrain, Maldonado đã va chạm với Esteban Gutiérrez sau khi đổi xong lốp trong làn pit khiến xe của Gutiérrez bị lật. Vì đã gây ra sự cố, Maldonado đã bị phạt mười giây trong suốt cuộc đua, và sau cuộc đua, anh bị trừ ba điểm trên giấy phép siêu cấp của Liên đoàn Ô tô Quốc tế và một hình phạt tụt năm bậc đối với chặng đua ở Trung Quốc. Tại chặng đua ở Tây Ban Nha, Maldonado đã đâm vào tường trong phần đầu tiên của vòng phân hạng. Trong cuộc đua ngày hôm sau, Maldonado bị coi là đã gây ra va chạm khi cố vượt qua Marcus Ericsson và bị phạt dừng 5 giây. 

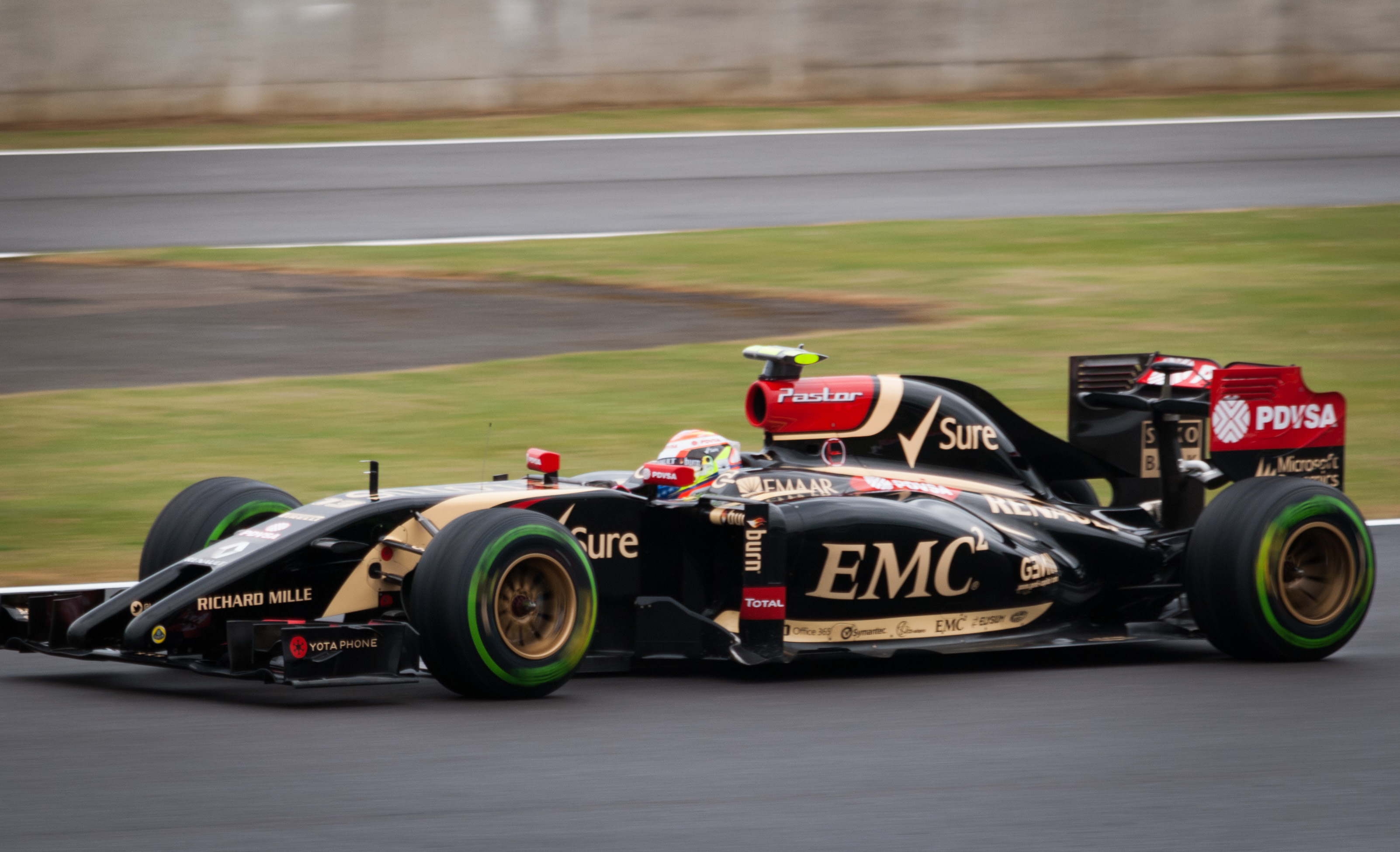
Pastor Maldonado tại giải đua ô tô Công thức 1 Anh 2014

Ở giải đua ô tô Công thức 1 Anh ở trường đua Silverstone, Maldonado lại va chạm với Esteban Gutiérrez bằng cách phóng chiếc xe của anh ta lên không trung một cách ngoạn mục mặc dù anh ta đã có thể hoàn thành cuộc đua. Ở Hungary, Maldonado đã mất kiểm soát trong chiếc Lotus của mình khi đang tiến về phía làn xuất phát, và trong cuộc đua, anh đã đâm vào Jules Bianchi khi cố gắng vượt. Tại giải đua ô tô công thức 1 Bỉ ở trường đua Spa-Francorchamps, Maldonado va chạm trong buổi tập luyện tự do thứ 2. Lực va chạm mạnh đã khiến Maldonado phải kiểm tra sức khỏe đề phòng tại trung tâm y tế của trường đua. Tại chặng đua ở Singapore, Maldonado đâm xe trong buổi tập luyện thứ 2 khiến cờ đỏ được áp dụng. Tại chặng đua ở Hoa Kỳ, Maldonado bị phạt vì chạy quá tốc độ phía sau xe an toàn, và một hình phạt khác vì chạy quá tốc độ trong đường pit. Mặc dù anh nhận được các án phạt này, anh vẫn về đích ở vị trí thứ 9, ghi điểm đầu tiên và duy nhất của anh ấy trong mùa giải này.
Anh đã kết thúc mùa giải thứ 16 trong bảng xếp hạng các tay đua với 2 điểm.

##### 2015: Mùa giải cuối cùng trong công thức 1
Năm 2015, Maldonado và Grosjean ở lại Lotus. Anh kém đồng đội Grosjean của mình trong 27 đến 51 điểm và đứng thứ 14 trong bảng xếp hạng các tay đua. Đó là thành tích tổng thể tốt nhất của anh trong Công thức 1 cho đến nay.

## Đời tư
Maldonado là một nhân vật chính trị thẳng thắn. Đó là điều hiếm thấy trong thế giới đua xe. Anh tự coi mình là một người theo chủ nghĩa xã hội và là bạn của cựu tổng thống Venezuela Hugo Chávez. Ngoài ra, anh là một trong những người bảo vệ và khách mời danh dự tại tang lễ của Chávez.
Maldonado kết hôn với nhà báo người Venezuela Gabriela Tarkanyi vào ngày 15 tháng 12 năm 2012, tại Canaima, Venezuela. Họ có một cô con gái tên là Victoria vào tháng 9 năm 2013.

## Thống kê sự nghiệp
| Mùa giải | Giải đua                                  | Đội đua                 | Số chặng      | Số lần chiến thắng | Vị trí pole   | Vòng đua nhanh nhất | Podium        | Tổng điểm     | Vị trí trong BXH |
| -------- | ----------------------------------------- | ----------------------- | ------------- | ------------------ | ------------- | ------------------- | ------------- | ------------- | ---------------- |
| 2003     | Formula Renault 2.0 Italy                 | Cram Competition        | 12            | 0                  | 1             | 1                   | 3             | 118           | 7                |
| 2003     | Formula Renault 2000 Masters              | Cram Competition        | 8             | 0                  | 0             | 0                   | 0             | 0             | 28               |
| 2003     | Formula Renault 2.0 Germany               | Cram Competition        | 2             | 0                  | 0             | 0                   | 0             | 3             | 43               |
| 2003     | Formula Renault 2.0 Italy Winter Cup      | Cram Competition        |               |                    |               |                     |               | ?             | 1                |
| 2004     | Formula Renault 2.0 Italy                 | Cram Competition        | 17            | 8                  | 6             | 11                  | 12            | 326           | 1                |
| 2004     | Formula Renault 2000 Eurocup              | Cram Competition        | 15            | 2                  | 0             | 1                   | 3             | 134           | 8                |
| 2004     | Formula Renault V6 Eurocup                | Cram Competition        | 2             | 0                  | 0             | 0                   | 0             | 12            | 21               |
| 2004     | Công thức 1                               | Minardi F1 Team         | Tay đua dự bị | Tay đua dự bị      | Tay đua dự bị | Tay đua dự bị       | Tay đua dự bị | Tay đua dự bị | Tay đua dự bị    |
| 2005     | Formula Renault 3.5 Series                | DAMS                    | 8             | 0                  | 0             | 0                   | 0             | 4             | 25               |
| 2005     | Italian Formula 3000                      | Sighinolfi Auto Racing  | 4             | 1                  | 1             | 1                   | 1             | 14            | 9                |
| 2006     | Formula Renault 3.5 Series                | Draco Racing            | 17            | 3                  | 5             | 6                   | 5             | 103           | 3                |
| 2007     | GP2 Series                                | Trident Racing          | 13            | 1                  | 1             | 0                   | 2             | 25            | 11               |
| 2007     | Euroseries 3000                           | G-Tec                   | 2             | 1                  | 1             | 1                   | 1             | 12            | 10               |
| 2007     | Formula 3000 Italy                        | G-Tec                   | 2             | 1                  | 1             | 1                   | 1             | 12            | 8                |
| 2008     | GP2 Series                                | Piquet Sports           | 20            | 1                  | 2             | 4                   | 6             | 60            | 5                |
| 2008     | International GT Open – GTS               | Scuderia Latorre        | 2             | 0                  | 0             | 0                   | 1             | 8             | 22               |
| 2008     | Euroseries 3000                           | GP Racing               | 1             | 1                  | 0             | 1                   | 1             | 11            | 12               |
| 2008     | International GT Open                     | Scuderia Latorre        | ?             | ?                  | ?             | ?                   | ?             | 18            | 32               |
| 2008–09  | GP2 Asia Series                           | ART Grand Prix          | 5             | 0                  | 0             | 0                   | 1             | 7             | 15               |
| 2009     | GP2 Series                                | ART Grand Prix          | 20            | 2                  | 0             | 1                   | 2             | 36            | 6                |
| 2009     | Euroseries 3000                           | Teamcraft Motorsport    | 2             | 1                  | 0             | 0                   | 1             | 10            | 10               |
| 2010     | GP2 Series                                | Rapax Team              | 20            | 6                  | 0             | 5                   | 8             | 87            | 1                |
| 2010     | Công thức 1                               | Hispania Racing F1 Team | Tay đua dự bị | Tay đua dự bị      | Tay đua dự bị | Tay đua dự bị       | Tay đua dự bị | Tay đua dự bị | Tay đua dự bị    |
| 2011     | Công thức 1                               | AT&T Williams           | 19            | 0                  | 0             | 0                   | 0             | 1             | 18               |
| 2012     | Công thức 1                               | Williams F1 Team        | 20            | 1                  | 1             | 0                   | 1             | 45            | 15               |
| 2013     | Công thức 1                               | Williams F1 Team        | 19            | 0                  | 0             | 0                   | 0             | 1             | 18               |
| 2014     | Công thức 1                               | Lotus F1 Team           | 19            | 0                  | 0             | 0                   | 0             | 2             | 16               |
| 2015     | Công thức 1                               | Lotus F1 Team           | 19            | 0                  | 0             | 0                   | 0             | 27            | 14               |
| 2016     | Công thức 1                               | Pirelli                 | Tay đua dự bị | Tay đua dự bị      | Tay đua dự bị | Tay đua dự bị       | Tay đua dự bị | Tay đua dự bị | Tay đua dự bị    |
| 2017     | Công thức 1                               | Pirelli                 | Tay đua dự bị | Tay đua dự bị      | Tay đua dự bị | Tay đua dự bị       | Tay đua dự bị | Tay đua dự bị | Tay đua dự bị    |
| 2018     | 24 Hours of Le Mans - LMP2                | DragonSpeed             | 1             | 0                  | 0             | 0                   | 0             | N/A           | 5                |
| 2018–19  | FIA World Endurance Championship - LMP2   | DragonSpeed             | 8             | 1                  | 2             | 1                   | 4             | 117           | 3                |
| 2019     | WeatherTech SportsCar Championship - LMP2 | DragonSpeed             | 1             | 1                  | 0             | 0                   | 1             | 35            | 8                |
| 2019     | 24 Hours of Le Mans - LMP2                | DragonSpeed             | 1             | 0                  | 0             | 0                   | 0             | N/A           | DNF              |